# Дэйгл, Александр
Александр Дэйгл (фр. Alexandre Daigle; род. 7 февраля 1975) — канадский хоккеист, завершивший профессиональную карьеру. Некогда считаясь самым талантливым игроком своего поколения, Дейгл так и не оправдал свой потенциал.